# Javier Ibáñez
Javier Ibáñez (født 1996) er en cubansk- bulgarsk bokser.
Han repræsenterede Bulgarien ved sommer-OL 2024 i Paris, hvor han vandt bronze i fjervægtskategorien.